# Edmund de Martelaar

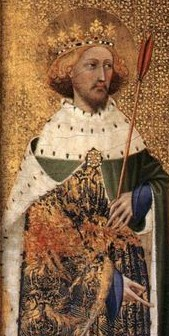
Edmund de Martelaar, detail uit het Wilton-diptychon (ca. 1399).

Edmund de Martelaar (ook: Eadmund, Ædmund of Eadmundus; ca. 841 - 20 november 869) was van 855 tot aan zijn dood koning van het Angelsaksische koninkrijk East Anglia. Hij wordt als martelaar en heilige vereerd.

## Leven
Edmund besteeg op 25 december 855 op 14-jarige leeftijd de troon van East Anglia. Een jaar later werd hij in de koninklijke zetel Burna of Burva/Burua (Bures St. Mary, Suffolk) door Humbert, de Bisschop van de Oost-Angelen, in een feestelijke ceremonie gezegend en op kerstdag tot koning gezalfd.
In 869 trokken de Denen onder Ubbe en Ivar door Mercia, vielen East Anglia binnen en richtten in Thetford hun winterkamp op. Edmund viel de Denen aan en verloor in de slag zijn leven. Daarop trokken de Denen plunderend en brandschattend door East Anglia.
De Passio Sancti Eadmundi, een latere bron geschreven door Abbo van Fleury (945–1004), beweert anderzijds dat Edmund geen slag tegen de Denen heeft uitgevochten, maar een martelaarsdood is gestorven. Ivar en Ubbo zouden hebben geëist dat hij zijn geloof afzwoer. Toen hij dit weigerde werd hij geslagen, met pijlen gefolterd en ten slotte onthoofd. Deze schijnbare tegenspraak wordt door historici opgelost, doordat er van de gevangenname en de daaropvolgende executie van Edmund wordt uitgegaan.
De sterfplaats Hægelisdun wordt verondersteld Hellesdon (Norfolk), Hoxne, Bradfield St. Clare of Hollesley te zijn geweest. Edmund wordt aanvankelijk in de buurt van zijn executieplaats bijgezet. Over zijn graf werd een kleine kapel opgericht.

## Verering

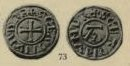
Munten ter ere van Edmund (ca. 900).

Kort na zijn dood werd hij als martelaar vereerd. Vermoedelijk speelde de gedachte van de verzoening tussen de Oost-Angelen en de Denen een rol bij de opkomende cultus rond Edmund. Tussen 890 en 910 geslagen munten uit het Danelaw-gebied dragen zijn naam. In de eerste decennia van de 10e eeuw werden de relikwieën naar de abdij St. Edmund bij Bury St Edmunds overgebracht. Het klooster ontwikkelde zich tot een vereringscentrum van Edmund.
De oudste hagiografie werd door Abbo van Fleury omstreeks 986 in Ramsey Abbey geschreven. Het werk werd, hoewel het meer dan een eeuw na de dood van Edmund werd geschreven, als historisch goed betrouwbaar ingeschat. Edmund werd beslist door Abbo als ideale christelijke koning afgeschilderd. Ælfric Grammaticus gebruikte Abbo's Passio Sancti Eadmundi als voorbeeld voor zijn Edmund-Vita in zijn Lives of the Saints.
Zijn gedenkdag wordt door de katholieke, anglicaanse en orthodoxe kerk op 20 november gevierd. In de kunst wordt hij in koninklijke gewaden of in ridderuitrusting met koninklijke insignia voorgesteld. Verdere attributen zijn een beer, boom, pijlen en wolf. Hij wordt beschouwd als beschermheilige tegen de pest. In Engeland zijn meer dan 60 kerken aan de heilige Edmund gewijd.

## Historische bronnen
- Asser, De rebus gestis Aelfredi ca. 888 (Engels, online)
- Anoniem, Angelsaksische kroniek (Engels, online)
- Abbo van Fleury, Passio Sancti Eadmundi, ca. 986 Online in het Medieval Sourcebook (Engels)
- Ælfric Grammaticus, The Passion of Saint Edmund, King and Martyr (Engels, online)